# Thank You for Being a Friend
Thank You for Being a Friend is een nummer van de Amerikaanse muzikant Andrew Gold. Het is de derde single van zijn derde studioalbum All This and Heaven Too uit 1978. In februari van dat jaar werd het nummer op single uitgebracht.
Gold liet zich naar eigen zeggen voor het nummer inspireren door Brian Wilson van The Beach Boys. In het nummer brengt Gold een eerbetoon aan een trouwe vriend, en verzekert hij hem dat hij er altijd voor hem zal zijn. Desondanks noemde Gold het nummer ook een "wegwerpnummer" dat hij binnen een uur al geschreven had.

## Achtergrond
"Thank You for Being a Friend" werd een hit in thuisland de Verenigde Staten, waar de plaat de 25e positie behaalde in de Billboard Hot 100. In Canada werd de 7e positie bereikt, in Australië de 58e positie en in het Verenigd Koninkrijk de 42e positie in de UK Singles Chart.
In Nederland werd de plaat destijds veel gedraaid op Hilversum 3 en werd een radiohit. Desondanks bereikte de plaat de destijds drie hitlijsten (Nederlandse Top 40, Nationale Hitparade en de TROS Top 50) op de nationale publieke popzender niet. Ook in de Europese hitlijst op Hilversum 3, de TROS Europarade, werd géén notering behaald.
In België bereikte de plaat eveneens géén notering in zowel de Vlaamse Ultratop 50 als de Vlaamse Radio 2 Top 30.

## NPO Radio 2 Top 2000
| Nummer met noteringen in de NPO Radio 2 Top 2000 | '99  | '00-'01 | '02  |
| ------------------------------------------------ | ---- | ------- | ---- |
| Thank You for Being a Friend                     | 1623 | -       | 1703 |

1. ↑  Een '-' betekent dat het nummer niet was genoteerd en een vetgedrukt getal geeft de hoogste notering aan.
2. ↑  Deze tabel is bijgewerkt tot en met de laatste editie (2024).